# Maison Vasseur
Pour les articles homonymes, voir Résidence du sous-préfet.
La maison Vasseur, ou résidence du Sous-Préfet, est une maison remarquable de l'île de La Réunion, département d'outre-mer français dans le sud-ouest de l'océan Indien. Située au 8 rue Marius-Ary Leblond, dans le centre-ville de Saint-Pierre, elle sert aujourd'hui de domicile au sous-préfet de Saint-Pierre. Elle est inscrite à l'inventaire supplémentaire des Monuments historiques depuis le 22 novembre 1991. Cette inscription recouvre l'ancienne cuisine,.